# Redakai: Verover de Kairu
Redakai is een Franse animatieserie, geproduceerd door Marathon Media.

## Nederlandse stemmen
- Ky Stax: Charly Luske
- Connor Stax: Trevor Reekers
- Boomer: Dragan Bakema
- Prinsesse Diara: Peggy Vrijens
- Maya: Vivienne van den Assem
- Mester Boaddai: Fred Meijer
- Zylus: Paul Boreboom
- Kieran McCann: Guido Van Gend
- Oma Tracy: Buddy Vedder
- Lokar: Sander de Heer

## Nederlandse versie
- Nederlandse Nabewerking: Creative Sounds BV
- Voice Director: Buddy Vedder